# Lydia Night
Lydia Night, née le 13 octobre 2000, est une auteure compositrice interprète américaine connue pour sa participation de 2015 à 2023 dans le groupe de punk rock californien The Regrettes (en) en tant que chanteuse principale et guitariste rythmique. 
Elle a également été la chanteuse et guitariste du groupe pop rock Pretty Little Demons (en) et Lila, ainsi qu’une collaboratrice fréquente avec le duo rock Dead Man’s Bones,. Robben Barquist de Collide Culture se réfère à Night comme le nouveau visage du punk. Elle est la fille de Morgan Higby Night (en).  
Après la séparation du groupe The Regrettes, elle entame une carrière solo. 

## Biographie

### 2000-2011: Enfance et début dans la musique
Lydia Night a commencé à se produire en direct dès l’âge de deux ans, chantant la chanson des Ramones Beat on the Brat (en) pour le soundcheck à la boîte de nuit de son père à la Nouvelle-Orléans, où elle est née,. Des années plus tard, elle et sa famille déménagent à Santa Monica, en Californie, et peu après à Los Angeles. À l’âge de sept ans, elle forme son premier groupe LILA (pour Little Independent Loving Artists), qui se produit lors d’événements scolaires et de la boutique de guitares McCabe à Santa Monica.

### 2012-2014: Pretty Little Demons et Dead Man's Bones
En 2012, elle forme le groupe de pop rock Pretty Little Demons (en) avec la batteuse Marlhy Murphy (en). En 2013, le duo joue à South by Southwest, devenant les plus jeunes interprètes à jouer au festival. Cela attire l’attention de Ryan Gosling, qui lui demande de rejoindre son groupe Dead Man’s Bones,.
En 2013, Pretty Little Demons sort son premier EP, Flowers, suivi de leur album, Unknown Species, en 2014.
En 2014, Night fréquente la Grand Arts High School (en), une école secondaire des arts de la scène dans le centre-ville de Los Angeles.

### 2015-2023: The Regrettes
En 2015, le duo change de nom pour The Regrettes (en), en sortant leur premier EP de quatre titres en octobre, appelé Hey!, accompagné d’un clip pour le titre Hey Now!. Murphy quitte par la suite le groupe, ce qui entraîne l’arrivée de Genessa Gariano, Sage Chavis et Maxx Morando.
Sous ce nom, le groupe sort son premier album Feel Your Feelings Fool! (en) le 13 janvier 2017,, ainsi que l'année suivante l’EP Attention Seeker (en). Le 13 décembre 2018, elle apparaît sur la chanson de noël de Gerard Way Dasher. Le 8 avril 2019, elle figure sur la reprise du titre Wedding Bell Blues (en) par Morrissey, également avec Billie Joe Armstrong. Le 18 juin 2019, le groupe annonce la sortie de son deuxième album studio, How Do You Love? (en) pour le 9 août.
Après la sortie de leur troisième album studio, Further Joy (en), publié en avril 2022, le groupe annonce en novembre 2023 sa séparation et un concert final le 21 décembre 2023 au Fonda Theater de Los Angeles. 

### Depuis 2023
À la suite de la séparation de The Regrettes, Night continue en solo une carrière dans la musique. À partir de janvier 2025, elle publie sur sa chaine YouTube et sur ses réseaux sociaux une série de vlogs intitulées « Pop or Flop », sur son quotidien et sur la création de son prochain projet. Le 4 avril 2025 sort son premier single, Pity Party, avec son clip. Le 8 août 2025, Lydia Night sort Parody Of Pleasure, son premier album solo.

## Influences
Night a cité des influences artistiques telles que The Crystals, Lesley Gore, Patsy Cline, Bikini Kill, L7, 7 Year Bitch, The Marvelettes, Diana Ross et Four Tops.

## Vie privée
En 2018, elle entre dans une relation amoureuse avec Dylan Minnette qui se termine en 2022. Le 20 juillet 2020, elle a révélé sur son compte Instagram que Joey Armstrong du groupe SWMRS l’aurait agressée sexuellement lors de leur relation en 2017 alors qu’elle avait 16 ans et lui 22 ans.

## Discographie

### En solo

#### Singles
- 2025 : Pity Party
- 2025 : The Hearse
- 2025 : Gutter
- 2025 : The Bomb

#### Albums
- 2025 : Parody Of Pleasure

### Avec Pretty Little Demons

#### Album studio
- 2014 : Unknown spieces

#### EP
- 2013 : Flowers

### Avec The Regrettes

#### Albums studio
- 2017 : Feel Your Feelings Fool!
- 2019 : How Do You Love?
- 2022 : Further Joy

#### EPs
- 2015 : Hey!
- 2018 : Attention Seeker

### Collaborations
- 2018 : Dasher de Gerard Way
- 2019 : Wedding Bell Blues de Morrissey